# Kres (opera)
Kres je opera v treh dejanjih Frana Gerbiča. Libreto je napisal skladatelj sam in jo je posvetil črnogorskemu knezu Nikiti prvemu. Ker se je tudi Gerbič zavedal, da je do opernih besedil težko priti, se je oprl na lastne sile in tako nehote ustvaril najobsežnejši slovenski romantični tekst tega žanra, ki pa kljub veličini nima pravega viška. Opero je začel komponirati najkasneje leta 1893. Leta 1896, ko je pri Kresu napisal zadnjo noto v partituro, je opero ponudil Deželnemu gledališču, vendar vse do danes še ni bila uprizorjena. Pred dobrima dvema desetletjema so sicer izvedli nekaj glavnih odlomkov iz opere za potrebe nacionalnega radia. 
Opera je zasnovana zelo mogočno; izjemne so scenske zahteve in njena dolžina, ki predvideva vsaj sedem dobrih pevcev vseh glasovnih leg ter odlično izurjen zbor. Leta 1896 tako obsežne opere na Slovenskem najverjetneje niso bili sposobni uprizoriti.  
Podnaslov dela je romantično-dramatična opera, v kateri je Gerbič zasnoval štiri ženske vloge in kar šest moških. Zborovski del si zasluži imenovanje prav tako med glavnimi vlogami. »Dramatično dogajanje« ljubezenske zgodbe  je postavil v čas okoli kresne noči, vendar zgodbo vsaj v prvih dveh dejanjih zasenči folkloristika ljudskih šeg, povezanih s praznikom. Motivika sama zato priča, da je skladatelj s Kresom hotel ustvariti ljudsko-folklorno opero. Zaradi tega in mnoštva oseb nekatere iz »dramatične zgodbe« včasih izgubijo vodilno vlogo (npr. glavna tenorska vloga Stanka), saj se parti vseh skoraj izenačijo, nekatere pa celo zasenčijo. Delo ima večje kvalitete na glasbeni plati, saj so nekateri prizori dovršeni in melodični, pojavi pa se tudi t. i. glasbeni motiv čarobnosti in kresne noči, ki se prepleta od začetka do konca. Ustvarjanje kresnega vzdušja je prepustil v znatni meri zboru.

## Osebe
- Stanko, sodarjev sin - tenor
- Zorka - sopran
- Cilja, krčmarica
- Barba, stara vdova
- Matija, kmečki fant
- Meta
- Peter - bariton
- Janez, kovačev sin
- kmečki fantje in dekleta, rusalke, kresnice

## Vsebina

### Prvo dejanje
Je najobsežnejše dejanje v operi, katerega samo klavirski izvleček obsega 155 strani (celotni Gorenjski slavček jih ima 140), dogajanje pa je postavljeno v bližino Cerknice. Po orkestrski preigri se zbor fantov in deklet medsebojno pogovarja o kresu in mlaju ter o pripravah na običaj. Zmoti jih stara vdova Barba s prošnjo, če se jim lahko pridruži in v zameno jih pouči, kako se dela mlaj, razkrije jim moč praproti in kresa. Zbor je nad vsem tem navdušen in je ne spusti domov, dokler jim ne odkrije celotne kresne skrivnosti. Zato se radovednežem vda in pove:
»Čudeži godijo se,
vsakdo pa ne ve za nje!
Znat je treba marsikaj,
poslušajte me sedaj!
Če luna posije,
ko polnoči bije,
zbistre se vsi vrelci,
vse reke zemlje.
Kot v zrcalu krasno,
tedaj devi jasno
usojeni ženin
odseva iz vode!
Če luna posije,
ko polnoči bije,
in ribo kdo ujeto
dobi iz vode.
V oko naj ji gleda
v njem luna mu bleda
odseva podobo
prihodnje žene.«
Za razkrite skrivnosti se ji zahvali kmečki fant Matija, vendar pa vanje ne verjame. Barba mu odvrne, da ni treba nikomur v to verjeti, sama pa da jih je slišala od svoje babice - pomen ljudskega izročila. Vsi se veselijo v zboru »Radost in veselje vlada« le Zorka, logarjeva hči je videti zaskrbljena, saj jo obhajajo čudne misli. Skrbi ji začasno odpravi Barba, ki jo tudi pomiri. V tem se v domačo vas iz dolge vojne vrne Stanko, Zorkina ljubezen in v recitativu in obsežni ariji, ki sledi, razberemo klasično slovensko prepletanje ljubezni do dekleta in domovine. Preden se sreča s kom iz vasi, ugleda bežečo Barbo in Zorko, katerima sledi krčmarica Cilja in ker se mu prizor nič ne dopade, se skrije za kovačijo in prisluhne pogovoru. Zorka v ariji »Dragi slovo je od mene vzel« zaupa Barbi, da neizmerno ljubi Stanka, vendar obupuje, da ni mrtev, ker se tako dolgo ni vrnil domov. Pravi pa tudi, da mu je lako lepotica Cilja zmešala glavo in ga s tem odvrnila od nje. Zato zaprosi vraž polno Barbo, naj ji razkrije, kje je kraj od koder se na kresno noč vidi v prihodnost. Pripovedi Barbe tako prisluhneta nevedoč drug za drugega tudi Cilja in Stanko. Pove pa ji tudi, da mora z mostu vreči praprotno vejico v vodo, kjer se ji bo prikazal obraz fanta, ki jo ljubi. V kvartetu izvemo, da bosta na prizorišču tudi oba skrita poslušalca.  
Sledi nastop Janeza, kovačevega sina, ki osvaja Ciljo, nam razkrije, da lepotica ne mara zanj, saj pravi, da v krčmi ne rabi kovača, pač pa sodarja - Naključje pač ni, da je sodarjev sin ravno Stanko. Kresno dogajanje se kljub vsemu vrši naprej, tako mešan zbor zapoje in zapleše kolo. V zvoniku domače cerkve zazvoni Zdrava Marija, zato vsi pokleknejo in molijo. Sončni zahod naznanja pričetek kresovanja, nato sledi zborovski prizor »Glejte tam v daljavi« in vsi se napotijo na bližnji hrib.

### Drugo dejanje
Po sončnem zahodu uvodni moški zbor »Naš zbor zdaj veselo prepeva« razkrije slovesno razpoloženje. Na veseli kraj prideta tudi Zorka in njen stric Peter, saj nočeta zamuditi običaja. Sledi obsežen zborovski prizor ljudskih kresnih plesov, običajev in petja. Slovesno okolje spodbudi Petra, da domovini na čast zapoje hvalnico. Vzdušje doseže višek s prižiganjem kresa ter z visoko švigajočimi plameni. Dekleta in fantje ponovno plešejo, pojejo, častijo moč ognja, zraven sodi tudi Petrova napitnica in v prešernem razpoloženju se lotijo Golobnjaka, stare ljudske igre. To je igra, v kateri kmet z njive prežene goloba in ki se bežeč poskuša zateči v varen golobnjak k lepi golobici. Za golobico je v igri izbrana Zorka in v trenutku snidenja obeh golobov poskrbi za zaplet. Pove, da takšen konec ni pravi in da se med oba ptiča zažene jastreb, ki konča srečo. Nadaljuje in za jastreba označi krčmarico Ciljo. Seveda se vname besedni dvoboj, obtožbe pa vrh dosežejo v trenutku, ko Zorka vsem pokaže in prebere pismo, naslovljeno na Stanka in v katerem piše, naj pozabi nanjo, saj da ona sedaj ljubi drugega. Ker pismo ni podpisano, Cilji krivde ne morejo dokazati, a kmalu vsi iz njenega govorjenja spoznajo njen zli namen. V kvintetu Zorke, Matije, Petra, Mete in Janeza spoznamo njihovo prošnjo za mir, a krčmarica kljub obtožbam o lažnivem obrekovanju priseže, da je nihče ne bo zastrašil.

### Tretje dejanje
Uvede ga »temačna« orkesterska predigra, ki ustreza temačnemu in skrivnostnemu dogajalnemu prostoru. Zbor rusalk in kresnic »Leskeče kresnice« in sledeči njih kresni ples nam prikaže skrivnostnost kresne noči. Na skrivnosti polnem kraju, ki ustreza opisu stare Barbe, se prvi znajde Stanko in v ariji »Ljubezen, to je čudna moč« načrtuje snidenje z ljubljeno Zorko, a vseeno ga bega misel na Ciljine zle ukane. Ko zasliši korake, se skrije pod mostič, kjer je privezan čoln. Kot druga na prizorišče stopi Zorka. Strah jo je, zato pred kapelico Marije Device najprej pomoli in prosi pomoči. Tudi sama se potem spominja dragega, a bolj ko se ura bliža polnoči, bolj je vznemirjena. Zopet pred kapelico pomoli in nato stopi na most. Tam po Barbinih besedah s praprotjo v roki maha nad vodo in prepeva. V tem nad Zorko iz teme plane Cilja in jo skuša poriniti v vodo. Med prerivanjem se držaj mosta zlomi in obe padeta v vodo. S čolnom Stanko prestreže ljubljeno, krčmarico pa odneso valovi. Sedaj ura odbije natanko polnoč, izza oblakov se pokaže luna in oba zaljubljenca osvetli odsev vode. Od daleč se sliši petje ljudi, ki se vračajo od kresa. Stanko jih pokliče na pomoč in pove strašno zgodbo. Nekaj se jih odpravi iskat krčmarico, Stanko pa nezavestno Zorko iz čolna prenese na breg, kjer ji, ko se prebudi, pove, kaj se je zgodilo. Izpovesta si ljubezen, praznih rok se vrnejo »reševalci«, zbor pa ugotovi, da je taka pač božja sodba in dejanje se konča.